# Weisen
Weisen ist eine Gemeinde im Südwesten des Landkreises Prignitz in Brandenburg. Sie gehört zum Amt Bad Wilsnack/Weisen.

## Geografie
Weisen liegt zwischen den Städten Perleberg und Wittenberge am Unterlauf der Stepenitz.

## Gemeindegliederung
Zur Gemeinde Weisen gehören der bewohnte Gemeindeteil Schilde und der Wohnplatz Waldhaus.

## Geschichte
Der Name Weisens kommt aus dem Polabischen und bedeutet „Ort, an dem Schilf/Riedgras wächst“. Weisen wurde 1424 erstmals in einer Urkunde über die Liquidation der aus den Landen der Herzogin Katharina von Mecklenburg in der Mark verübten Beschädigungen erwähnt.
Während der Wendenkreuzzüge siedelten sich zahlreiche Adelsfamilien in der Prignitz an. So war auch das Rittergeschlecht von Restorff (spätere Schreibweise auch „von Retzdorff“), gebürtig aus der Gegend von Lüchow-Dannenberg, in mehreren Generationen in einem Herrschaftsbereich um Weisen in einer Burganlage namens „Neuburg“ ansässig.
In einem historischen Dokument von 1441 ist die Belehnung des Herrn Cone von Restorff mit Schloss Neuburg, Klein Breese, Groß Breese, Kuhblank, Weisen und verschiedenen anderen Besitzungen festgehalten. In der nachfolgenden Zeit herrschten wechselnde Besitzverhältnisse in den Ländereien vor, bis 1563 die Familie von Restorff durch Rückkauf wieder Besitzer des Rittergutes (d. h. von ganz Neuburg und Weisen) wurde.
Zwischen 1569 und 1609 wurde das Rittergut Weisen in Weisen I und Weisen II geteilt. 1619 ging halb Neuburg an die Quitzows auf Rühstädt. 1646 erwarb die Familie von Lüderitz Teile der Ländereien. Im Jahr 1805 entließen die Brüder von Retzdorff die Untertanen aus Kuhblank, Bentwisch, Groß Breese in die Selbstständigkeit.
Der Bau der Chaussee Weisen–Perleberg war ein bedeutendes Ereignis für den Ort, wurde doch der Sandweg endlich durch eine „Kunststraße“ ersetzt. Ihre feierliche Einweihung erfolgte am 31. Juli 1843. Mit dem Ausbau Wittenberges als Industriestandort siedelten sich in Weisen zahlreiche Pendler an, und der Ort wurde zur Bauern- und Industriearbeitergemeinde. Heute ist Weisen Wohnstadt von Wittenberge.
Am 1. Mai 1973 wurde Schilde in Weisen eingegliedert.
Weisen gehörte seit 1817 zum Kreis Westprignitz in der Provinz Brandenburg und ab 1952 zum Kreis Perleberg im DDR-Bezirk Schwerin. Seit 1993 liegt Weisen im brandenburgischen Landkreis Prignitz.

## Bevölkerungsentwicklung
| Jahr | Einwohner |
| ---- | --------- |
| 1875 | 0 386     |
| 1890 | 0 399     |
| 1910 | 0 490     |
| 1925 | 0 711     |
| 1933 | 0 860     |
| 1939 | 1 342     |

| Jahr | Einwohner |
| ---- | --------- |
| 1946 | 1 549     |
| 1950 | 1 545     |
| 1964 | 1 369     |
| 1971 | 1 185     |
| 1981 | 1 182     |
| 1985 | 1 144     |

| Jahr | Einwohner |
| ---- | --------- |
| 1990 | 1 131     |
| 1995 | 1 177     |
| 2000 | 1 182     |
| 2005 | 1 126     |
| 2010 | 1 038     |
| 2015 | 979       |

| Jahr | Einwohner |
| ---- | --------- |
| 2020 | 990       |
| 2021 | 976       |
| 2022 | 989       |
| 2023 | 1.006     |
| 2024 | 995       |

Gebietsstand des jeweiligen Jahres, Einwohnerzahl: Stand 31. Dezember (ab 1991), ab 2011 auf Basis des Zensus 2011, seit 2022 auf Basis des Zensus 2022

## Politik

### Gemeindevertretung
Die Gemeindevertretung von Weisen besteht aus zehn Gemeindevertretern und dem ehrenamtlichen Bürgermeister, der zugleich ihr Vorsitzender ist. Die Kommunalwahl am 9. Juni 2024 führte zu folgendem Ergebnis:
| Partei / Wählergruppe                   | Stimmenanteil | Sitze |
| --------------------------------------- | ------------- | ----- |
| Wählergemeinschaft für Weisen & Schilde | 48,3 %        | 5     |
| Unabhängige Wählergemeinschaft Weisen   | 46,0 %        | 5     |
| Einzelbewerber Pietryzk                 | 5,8 %         | 0     |

Die Gemeindevertretung hat einige Ausschüsse gebildet und in diese auch sachkundige Bürger berufen.

### Bürgermeister
- 1998–2014: Berndt Wiechert[8]
- 2014–2021: David Leu[9]
- 2021–2024: Robert Enge
- seit 2024: Jens Becker

Leu wurde in der Bürgermeisterstichwahl am 16. Juni 2019 mit 53,1 % der gültigen Stimmen für eine weitere Amtszeit von fünf Jahren gewählt. Leu trat am 2. März 2021 von seinem Amt zurück. Am 17. März 2021 wählte die Gemeindevertretung mit 6 von 10 Stimmen Robert Enge zum Bürgermeister. Nach Ablauf von Enges Amtszeit und seinem Verzicht auf eine Wiederwahl, wurde am 9. Juni 2024 Jens Becker mit 54,47 %, gegen Rico Illner, zum neuen Bürgermeister gewählt.

## Sehenswürdigkeiten
In der Liste der Baudenkmale in Weisen stehen die in der Denkmalliste des Landes Brandenburg eingetragenen Baudenkmale. Im Gemeindeteil Schilde existiert vom alten Gut derer von Graevenitz der Park, welcher zum Erholen einlädt. In Weisen gibt es eine alte Schmiede.

### Holländerwindmühle
Die Mühle fand ihre erste Erwähnung 1491 in der Belehnungsurkunde des Berend Moltzan. Die heutige Holländerwindmühle wurde 1884 in Wittenberge ab- und in Weisen von 1885 bis 1888 wieder aufgebaut. 1936 wurde sie zur heutigen Mühle umgebaut, bis 1985 wurde hier noch Schrot gemahlen. Alljährlich finden Mühlentage statt, an denen man die Mühle und ihre Ausstattung besichtigen kann.

### Kirchen

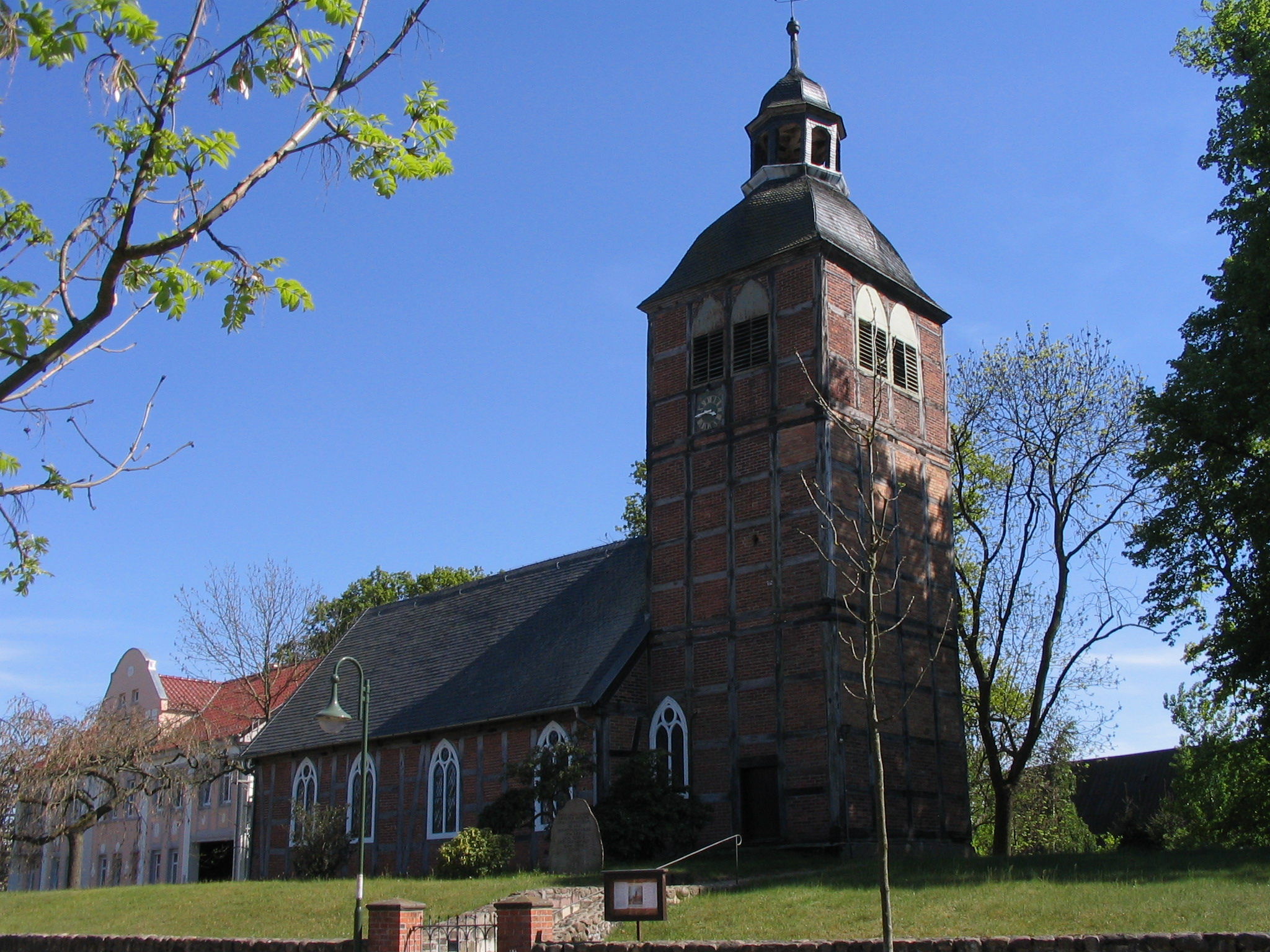
Dorfkirche Weisen

Im Dorfkern von Weisen befindet sich die große rechteckige Dorfkirche Weisen, eine Fachwerkkirche aus dem 17. Jahrhundert, mit massivem Putzportal an der Südseite, dem Westturm mit geschweifter Haube und Laterne sowie im Inneren mit einem Altaraufsatz und Kanzel und einem schwebenden Taufengel.
Die alte Kirche in Schilde ist ein sehenswerter Feldsteinbau und birgt eine barocke Altarwand mit Kanzel. Sie ist eine der ältesten Dorfkirchen im Landkreis Prignitz.

## Wirtschaft und Infrastruktur

### Unternehmen
- Werk der TBG Betonwerk Prignitz GmbH & Co. KG
- PRIGNITZ Mikrosystemtechnik GmbH aus Wittenberge (Fertigung elektronischer Druck-, Füllstands- und Temperaturmessgeräte)
- Reisedienst Westprignitz GmbH

### Infrastruktur
Die Gemeinde Weisen betreibt einen kommunalen Kindergarten am Schulplatz 6. Im Landmarkt Weisen, einem ehemaligen Baumarkt, ist das neue Zentrum der Gemeinde entstanden. Hier befinden sich das Büro des ehrenamtlichen Bürgermeisters sowie ein Fleischerladen, ein Bistro, ein Blumenladen sowie ein Naturladen. Direkt neben dem Landmarkt befinden sich der Holzspielplatz und die neu errichtete ehemalige Schmiede mit einem angrenzenden Buschback- und Räucherofen.

### Verkehr
Weisen liegt an der Bundesstraße 189 zwischen Wittenberge und Perleberg.
Am Haltepunkt Weisen halten Züge der Regional-Express-Linie RE 6 (Prignitz-Express) Wittenberge–Berlin Charlottenburg. Es gibt Busverbindungen in Richtung Perleberg und Wittenberge. Vom Gemeindeteil Schilde aus verkehrt eine Buslinie (Schülerverkehr) über Breese nach Wittenberge.

### Vereine
Im SV Eiche 05 Weisen gibt es u. a. die Abteilungen Fußball, Gymnastik und Frauensport. Die Volkssolidarität organisiert Veranstaltungen für ältere Menschen. Im Ort gibt es einen Jugendtreff.
Die Freiwillige Feuerwehr der Gemeinde führt regelmäßige Dienstveranstaltungen durch. Kinder und Jugendliche können in der Jugendfeuerwehr mitwirken.

## Persönlichkeiten
- Richard Z. Kruspe (Rammstein)
- Wilhelmine von Grävenitz (1685–1744), Mätresse des Herzogs Eberhard Ludwig von Württemberg, in Schilde geboren
- Ernst Stampe (1856–1942), Jurist und Hochschullehrer, in Schilde geboren
- Hans Joachim von Graevenitz (1874–1938), Landrat und Gutsherr, auf Gut Schilde geboren
- Horst Griese (1927–2021), Oberkreisdirektor des Altkreises Dinslaken und des Kreises Wesel
- Gerhard von Graevenitz (1934–1983), Grafiker, kinetischer Künstler, in Schilde geboren